# Tuvalu Media Corporation
Tuvalu Media Corporation (TMC) war eine staatliche Rundfunkanstalt, die 1999 gegründet wurde, um die Radioprogramme und Druckerzeugnisse des Broadcasting and Information Office (BIO) des Inselstaates Tuvalu im Pazifik. 2008 wurde jedoch beschlossen, dass der Betrieb als Corporation nicht wirtschaftlich genug war und das Unternehmen wurde wieder als Tuvalu Media Department (TMD) ins Office of the Prime Minister eingegliedert.
In allen Organisationsformen war die Organisation Träger des Öffentlich-rechtlichen Rundfunks in Tuvalu.
Melali Taape ist gegenwärtig der General Manager des Tuvalu Media Department (2015).

## Radio Tuvalu
Das Tuvalu Media Department betreibt eine Radiostation auf AM-Frequenz unter dem Namen Radio Tuvalu, die vom Haupt-Atoll Funafuti aus sendet. 2011 gab die japanische Regierung die Mittel um ein neues Übertragungsstudio zu bauen. Die Installation besserer Übertragungsausrüstung erlaubt Radio Tuvalu auf allen neun Atollen von Tuvalu gehört zu werden. Der neue Radio-Transmitter ersetzte den FM-Radio-Service für die Outer Islands und stellte Satellitenbandbreite für Mobiltelefon-Dienstleistungen.
Die Station überträgt Programme dreimal täglich. Wenn Radio Tuvalu nicht sendet wird Programm der BBC übertragen.
Radio Tuvalu überträgt spezielle Übertragungen während der Wahlen.

## Zeitschriften
Tuvalu Echoes war eine wöchentliche Zeitung, die ab 1983 von BIO und in der Folge von der TMC herausgegeben wurde. Das Blatt wurde in Englisch und Tuvaluisch in DIN-A4-Format. Sikuleo o Tuvalu war ein Newsletter in Tuvaluisch der 1983 erstmals veröffentlicht wurde. Die Publikation endete mit dem Defekt des Druckers und Mangel an Papier und Tinte 2007.
Fenui – news from Tuvalu ist eine frei zugängliche Digitale Publikation des Tuvalu Media Department, welche an Subskribenten versandt wird und zusammen mit einer Facebook-Seite verbunden ist.